# Audiens

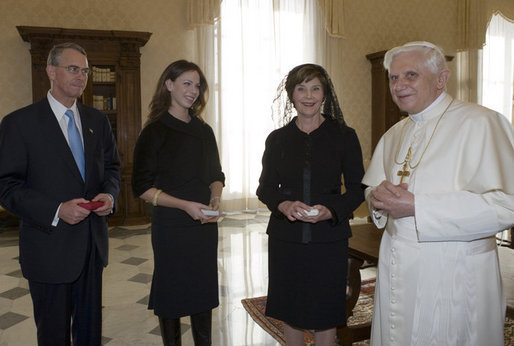
Påve Benedictus XVI ger audiens åt Laura och Barbara Bush år 2006.

Audiens (av franskans audience, av latinets audire, "höra") är företräde hos furstar eller andra högt uppsatta personer - till exempel påven. Begreppet har använts i Sverige sedan 1537 i betydelsen att bli mottagen av regenten. I Sverige tar kungen emot nya ambassadörer i vad som kallas högtidlig audiens. En liknande ceremoni i Storbritannien är diplomatic audience, där statschefen tar emot nya ambassadörer eller High Commissioner (diplomatiska sändebud från samväldesländerna).